# فتیش کفش

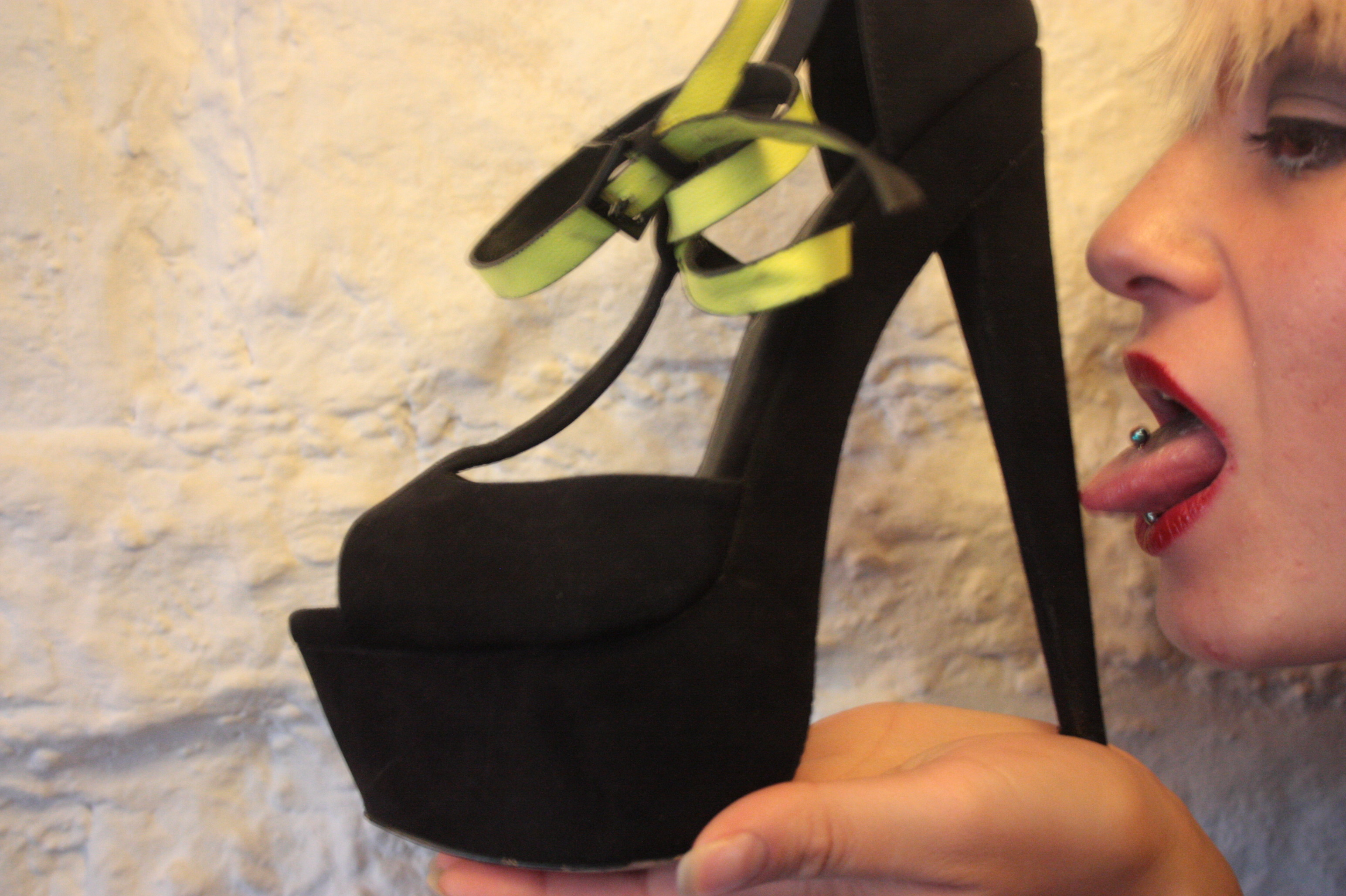
نمونه ای از فتیش کفش که توسط ایو کاسینی مدل، با لیسیدن یک کفش پاشنه‌بلند نمایش داده شده‌است.

فتیش کفش به معنی انتساب جذابیت جنسی به کفش یا سایر پای‌افزارها به عنوان یک امر ترجیحی جنسی، یا یک گزینه مکمل برای رابطه با یک شریک زندگی است. فتیش کفش را در زبان انگلیسی به نام retifism، برگرفته از نام رمان‌نویس فرانسوی نیکولا ادم رستیف (۱۷۳۴–۱۸۰۶) نیز می‌شناسند.
افراد مبتلا به فتیش کفش می‌توانند به صورت تحریک‌آمیزی به کفش زنانه علاقه‌مند شوند. این افراد معمولاً خود را با بوسیدن، لیسیدن و بوییدن کفش مد نظر ارضا می‌کنند. اگرچه به نظر می‌رسد که در فرهنگ جریان اصلی، کفش‌های زنانه معمولاً «سکسی» قلمداد می‌شوند، اما این نظر به یک زمینه مردم نگاری یا فرهنگی اشاره دارد و در دنیای واقعی هیچ ارتباط ویژه‌ای میان کفش زنانه و سکسی بودن آن وجود داشته باشد. فتیش چکمه نیز یکی از گونه‌های فتیش کفش است.

## شیوع
دانشمندان به منظور تعیین شیوع نسبی گونه‌های مختلف فتیش، نمونه ای از حداقل ۵۰۰۰ نفر را از ۳۸۱ گروه بحث در اینترنت در سراسر جهان به دست آوردند. شیوع نسبی بر اساس تعداد گروه‌های اختصاص داده شده به یک فتیش خاص، تعداد افراد شرکت کننده در گروه‌ها و تعداد پیامهای رد و بدل شده برآورد شد.
با استفاده از این اقدامات، مشخص شد که پا و کفش یکی از ترجیحات جنسی اصلی افراد دارای فتیش هستند. این یافته با تجزیه و تحلیل میلیون‌ها جستجو توسط کاربران از ایالات متحده که به‌طور تصادفی در جریان رسوایی داده‌های جستجو شده در ای‌اوال منتشر شدند، سازگار است. 64% از جمعیت نمونه که گونه‌ای فتیش بدن داشتند، کفش، چکمه و سایر پای‌افزارها را بیش‌تر ترجیح می‌دادند.

## فرهنگ عامه

فتیش چکمه

در قرن نوزدهم، دانش‌آموزان اروپای مرکزی از کفش یا چکمه دوست دختر خود شراب یا شامپاین می‌نوشیدند که این امر نشانه وفاداری به وی به حساب می‌آمد. این رسم در اپرای ۱۸۸۲، Der Bettelstudent، که در آن، سیمون در عروسیش از کفش لورا شامپاین می‌نوشد، آمده‌است. یک تولیدکننده کفش فرانسوی به نام لوبوتین، به یادبود این سنت عاشقانه در سال ۲۰۰۹، لیوانی به شکل کفش زنانه تولید کرد که توسط روزنامه آلمانی دی ولت مورد نقد و بررسی قرار گرفت.
در قسمت "La Douleur Exquise!" از مجموعه سکس و سیتی، یک فروشنده کفش که فتیش کفش و پا دارد، به شارلوت یورک به صورت رایگان کفش‌های گران‌قیمت می‌دهد؛ تنها به این سبب که بتواند زمانی که شارلوت کفش‌ها را برای امتحان می‌پوشد، از پاهای وی تعریف کرده و فتیش کفش خود را ارضا کند. وی حتی به شارلوت انعکاس‌درمانی پا نیز تعارف می‌کند. هنگامی که شارلوت متوجه می‌شود فروشنده تنها به سبب لمس پاهایش به او چنین تخفیف‌هایی می‌داده و از این کار به اوج لذت جنسی دست می‌یافته، رابطه آن دو به پایان می‌رسد.
در فیلم مری یه جوریه، یکی از دوست‌پسرهای سابق مری به نام «ووگی» با بازی کریس الیوت دارای فتیش کفش بود و سعی داشت کفش‌های مری را بدزدد.
در پویانمایی کمدی مرد خانواده، شخصیت گلن کواگمایر دارای چندین گونه فتیش از جمله فتیش پا و فتیش کفش است. در یک فیلم اسپانیایی به سال ۱۹۹۳ به نام عاشق دوزبانه، به نویسندگی و کارگردانی ویسنته آراندا و اقتباسی از یکی از رمان‌های خوان مارسه، فتیش کفش پی‌رنگ اصلی داستان را تشکیل می‌دهد.
در فیلم وقتی خواب بودی به سال ۱۹۹۵، با بازی ساندرا بولاک، صاحبخانه شخصیت اصلی، با بازی مایکل ریسپولی، فتیش کفش دارد. در یک مجموعه تلویزیونی ژاپنی به سال ۲۰۰۰ و به نام ایستگاه اتوبوس، شخصیت اصلی فیلم به نام موساشی، علاقه زیادی به کفش پاشنه بلند دارد و در یکی از صحنه‌های فیلم، یک کفش پاشنه‌بلند شکسته را برای زنی که دنبال آن است، تعمیر می‌کند.